# Fleischmann
Pour les articles homonymes, voir Fleischmann (homonymie).
Fleischmann est une société allemande de fabrication de jouets fondée en 1887 par Jean Fleischmann à Nuremberg. Après avoir fabriqué des jouets jusqu'en 1949, Fleischmann s'est alors spécialisé dans la fabrication de trains miniatures. À présent, Fleischmann ne fabrique plus que des trains miniatures à l'échelle N.

## Histoire

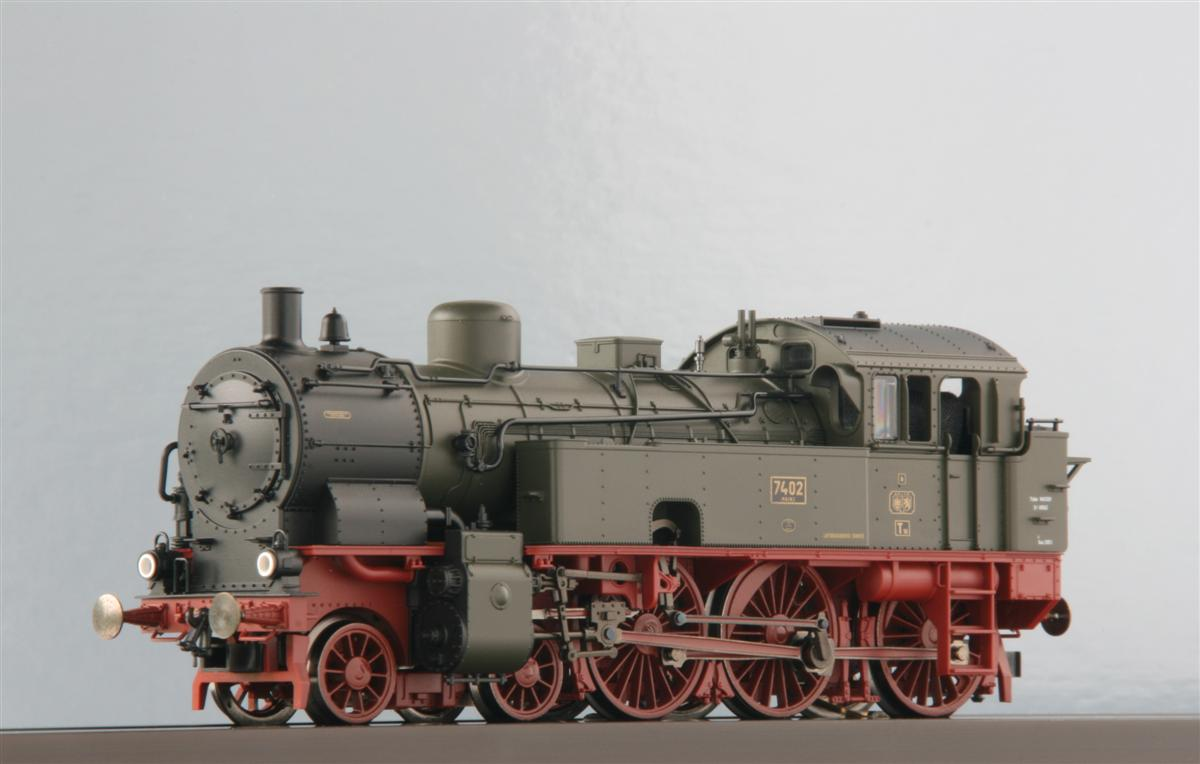
Locomotive prussienne T10 réalisée en HO par Fleischmann.

Entre sa fondation en 1887 par Jean Fleischmann et son premier train miniature en 1949, Fleischmann était une compagnie de jouets. 
Le premier modèle réduit ferroviaire en 1949 produit par la firme est à l'échelle O (1:45). Fleischmann a ensuite évolué vers l'échelle HO (1:87) en 1952 et vers l'échelle N (1:160) avec la gamme « Piccolo » en 1969.
En février 2008, Fleischmann a été racheté par Modelleisenbahn GmbH, qui a également racheté Roco. Les deux compagnies continuent cependant leurs fabrications séparées, tout en joignant leurs bureaux d'étude et de recherche afin de réaliser des économies d'échelle. 
En 2017, Fleischmann annonce se consacrer exclusivement à la production des modèles en N. À partir de 2019, plus aucun modèle à l'échelle HO n'est produit par l'entreprise, les derniers modèles en HO sont vendus sous la marque Roco avec mention « Made by Fleischmann ».